# Сарухан, Артуро
Артуро Сарухан (исп. Arturo Sarukhán; 14 сентября 1963 года, Мехико, Мексика) — международный стратегический консультант, советник, журналист. Посол Мексики в США (2007—2013). 
Научный сотрудник Брукингского института, приглашенный профессор Университета Южной Калифорнии, адъюнкт-преподаватель Школы перспективных международных исследований Джонса Хопкинса, ассоциированный научный сотрудник Королевского института международных отношений в Великобритании, глобальный научный сотрудник Мексиканского института Центра Вудро Вильсона. 
Он был самым молодым и дольше всех проработавшим послом Мексики в Вашингтоне. Пионер цифровой дипломатии — он первым среди глав дипмиссий в Вашингтоне, в октябре 2009 года, в должности посла Мексики в США завёл страницу в Twitter и начал активно применять в своей работе инструменты информационных технологий. 

## Происхождение
Родился 14 сентября 1963 года. Имеет армянское и каталонское происхождение. 
Его дед по отцовской линии, Артур Саруханян, был армянином в Российской империи и служил помощником главы государства. После Февральской революции 1917 года, он бежал из России, приехав сначала в Венецию, где обучался в армянской семинарии Сан-Лазарус. Потом он встретил Анжелу Кермезян, которая впоследствии стала его женой. Кермезян пережив геноцид армян, бежала от турок из своего родного Константинополя сначала в Салоники, а затем переехала в Италию.  
В 1915 году, когда в Османской империи начались массовые депортации армян, семья Анжелы была схвачена турками и депортирована на побережье, где их должны были казнить. Мать Анжелы не пережила геноцид, но она успела связать грудь Анжеле и остригла ей волосы, чтобы турки не поняли, что она женщина. Большая часть семьи Анжелы была расстреляна на её глазах. Самой Анжеле пуля задела лоб, и её бросили умирать в канаве вместе с другими трупами. Ей удалось бежать вместе со своей сестрой, дядей и тётей, а позже ей помогли греческие рыбаки, переправив её в Салоники. 
Артур Саруханян и Анжела Кермезян поженились в Венеции, но были вынуждены снова бежать после того, как Бенито Муссолини пришёл к власти и установил фашистское правительство. Молодая семья отплыла в Мексику. Хотя изначально их конечным пунктом назначения была Канада. Им понравилась Мексика и они поселились в Мехико. Впоследствии Артур Саруханян, который сам говорил на девяти языках, даже сократил свою фамилию, чтобы мексиканским властям было её легче произносить. 
Отец Артуро Сарухана — Хосе Сарухан, мексиканский биолог, один из наиболее известных мексиканских ученых. 

## Карьера

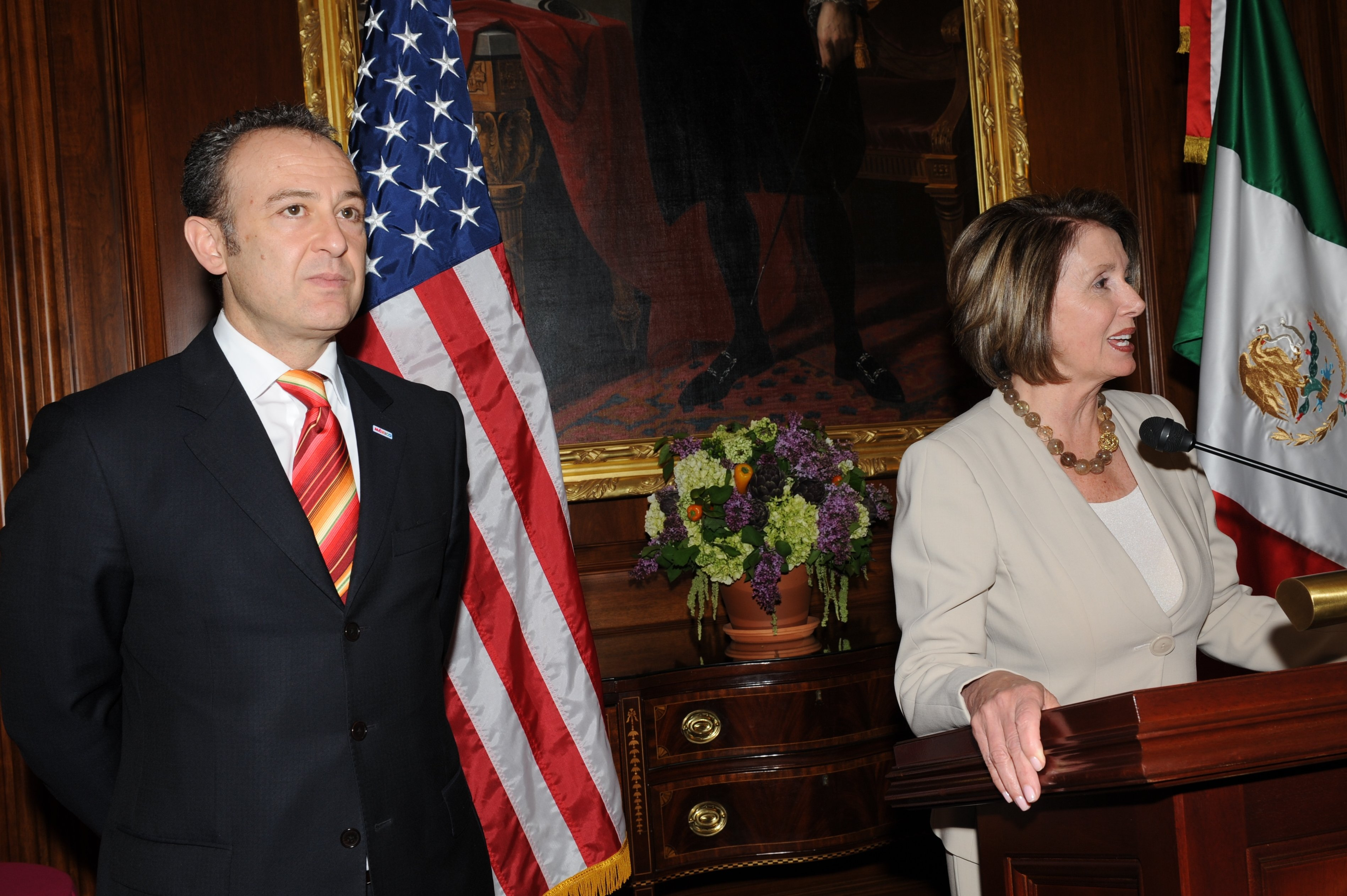
Артуро Сарухан и Нэнси Пелоси, 5 мая 2009

Артуро Сарухан проработал 22 года карьерным дипломатом в дипломатической службе Мексики и получил звание карьерного посла в 2006 году. Посол Артуро Сарухан занимал многочисленные должности в Министерстве иностранных дел. Впервые он занимал должность заместителя помощника министра по межамериканским делам в 1991 году, где отвечал за латиноамериканские региональные координационные механизмы.
В 1993 году, в начале переговоров с Конгрессом США по Североамериканскому соглашению о свободной торговле (НАФТА), его направили в посольство Мексики в США, где он занимал должность руководителя аппарата посла. В 1995 году он был назначен руководителем отдела по борьбе с наркотиками посольства.  
В 2000 году министр иностранных дел Мексики назначил Сарухана руководителем отдела политического планирования Министерства иностранных дел, а в 2003 году президент Мексики назначил его генеральным консулом Мексики в Нью-Йорке, где он тесно сотрудничал с «Уолл-стрит», СМИ и растущей мексиканской диаспоры на территории трёх штатов. 
В 2006 году, попросив отпуск на дипломатической службе, Сарухан присоединился к президентской кампании Фелипе Кальдерона в качестве советника по внешней политике и международного представителя. Затем он стал координатором внешнеполитической переходной группы уже избранного президента Ф. Кальдерона. 
В феврале 2007 года, после утверждения Сенатом, он был назначен послом Мексики в США, где он проработал до 2013 года. Он был самым молодым и дольше всех служившим послом Мексики в Вашингтоне и возглавлял команду из 250 дипломатов, а также дополнительный штат в 1500 человек в 50 консульствах Мексики в США.

## Достижения
Он был награжден правительствами Испании и Швеции, а также получил множество наград в знак признания своих дипломатических достижений.
- назван журналом Washingtonian[англ.] одним из 500 самых влиятельных людей Вашингтона в 2022 и 2023 годах[14];
- лауреат Премии выпускников Университета Джонса Хопкинса 2020 года за выдающуюся государственную службу;
- включен в новый «Список 101 мексиканца мира» журнала Líderes Mexicanos за 2020 год;
- входит в «Список 300 самых влиятельных мексиканских лидеров» журнала Líderes Mexicanos шесть лет подряд;
- признание Национальной демократической сети (NDN) за его вклад в укрепление отношений между США и Мексикой;
- в 2010 году посол Сарухан был включен в «Список мировых лидеров» журнала Monocle;
- награда «За выдающиеся дипломатические заслуги» Совета по международным делам Вашингтона, округ Колумбия;
- признание Институтом латиноамериканского лидерства Конгресса за его преданность латиноамериканскому сообществу США;
- премия «За видение, инновации, преданность делу и пропаганда» (VIDA) Национального альянса латиноамериканского здравоохранения;
- премия B'nai B'rith International за выдающиеся достижения в дипломатии;
- премия Гешера Американского еврейского комитета (AJC);
- награждён правительствами Испании и Швеции;
- в 2008 году Мэриан-колледж в Индианаполисе, штат Индиана, присвоил ему почетную степень доктора международных отношений[6].